# Arachnothryx chimalaparum
Arachnothryx chimalaparum är en måreväxtart som beskrevs av David H. Lorence och Attila L. Borhidi. Arachnothryx chimalaparum ingår i släktet Arachnothryx och familjen måreväxter. Inga underarter finns listade i Catalogue of Life.